# فيلي فرازير
فيلي فرازير (بالإنجليزية: Willie Fraser)‏ هو لاعب كرة قاعدة أمريكي، ولد في 26 مايو 1964 في نيويورك في الولايات المتحدة.

## وصلات خارجية
- فيلي فرازير على موقع الدوري الياباني لكرة القاعدة (الإنجليزية)
- فيلي فرازير على موقعبيزبول رفرنس.كوم (الدوري الرئيسي) (الإنجليزية)
- فيلي فرازير على موقعبيزبول رفرنس.كوم (الدوري الثانوي) (الإنجليزية)
- فيلي فرازير على موقع مشجعي الرسوم البيانية (الإنجليزية)